# Véhicules Poncin
Die Véhicules Poncin SA war ein französischer Hersteller von Automobilen.

## Unternehmensgeschichte
Gilles Poncin gründete 1980 das Unternehmen in Tournes im Département Ardennes und begann 1981 mit der Produktion von Automobilen. Der Markenname lautete Poncin. 1993 endete die Produktion.

## Fahrzeuge
Es wurden Geländewagen und Amphibienfahrzeuge mit vier, sechs und acht Rädern hergestellt. Das Modell VP 2000 hatte den Zweizylindermotor des Citroën 2 CV mit 602 cm³ Hubraum und 30 PS. Für die Modelle 4x4 und 6x6 wurde ein Einbaumotor von Renault verwendet. Zur Wahl standen ein Benzinmotor mit 2165 cm³ Hubraum und 106 PS sowie ein Dieselmotor mit 2068 cm³ Hubraum und 68 PS.

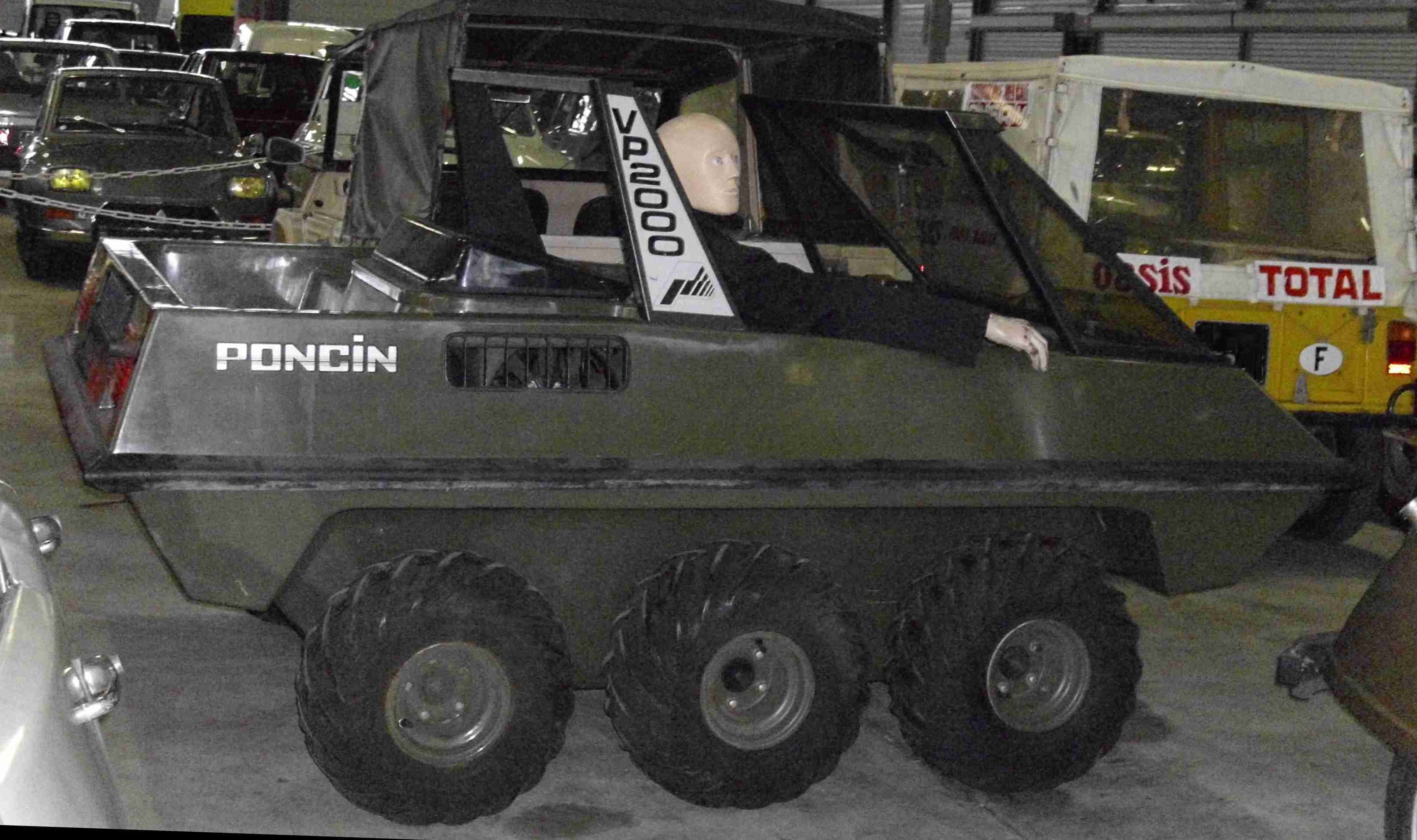
Poncin VP 2000
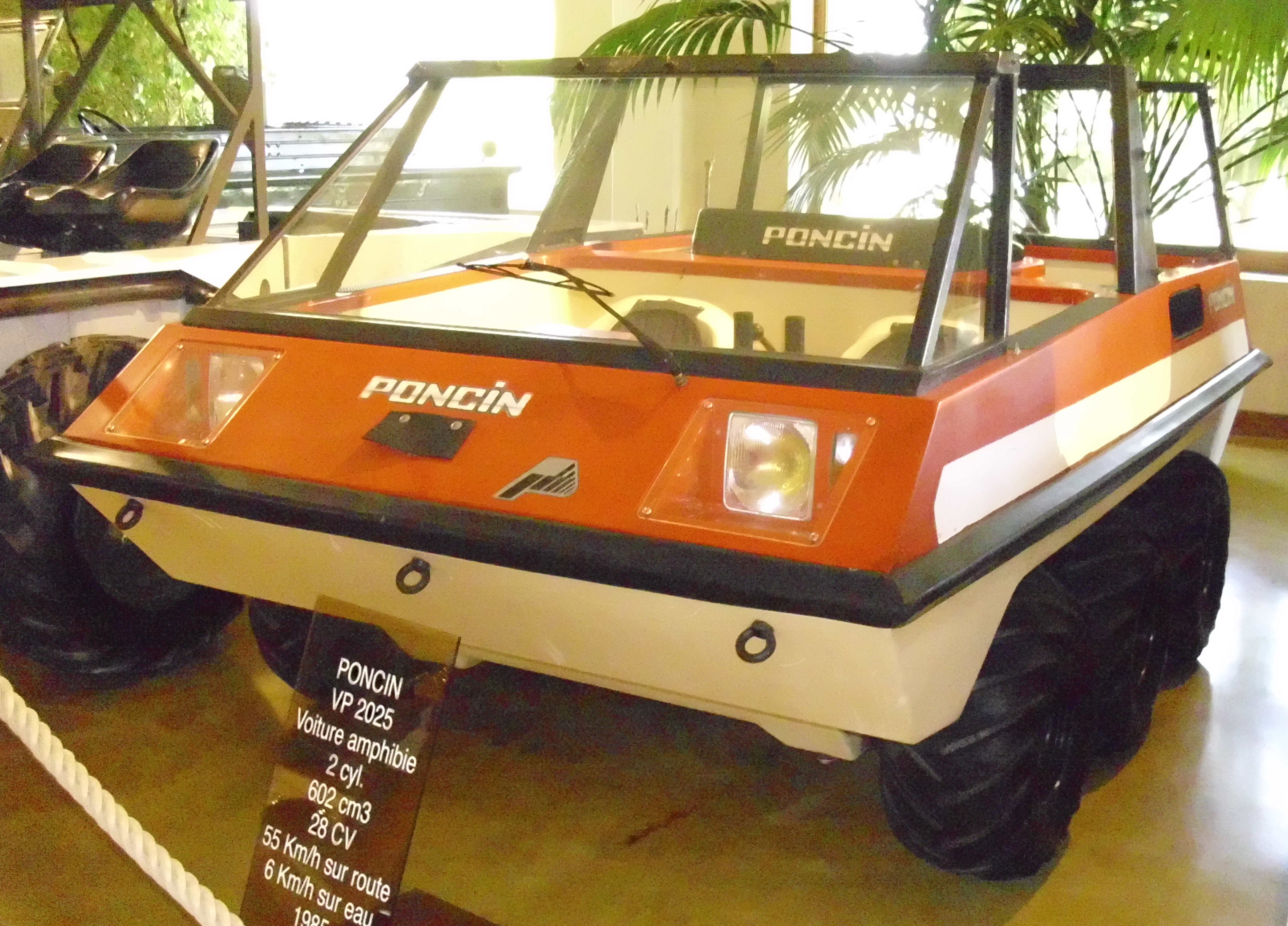
Poncin VP 2025 von 1985
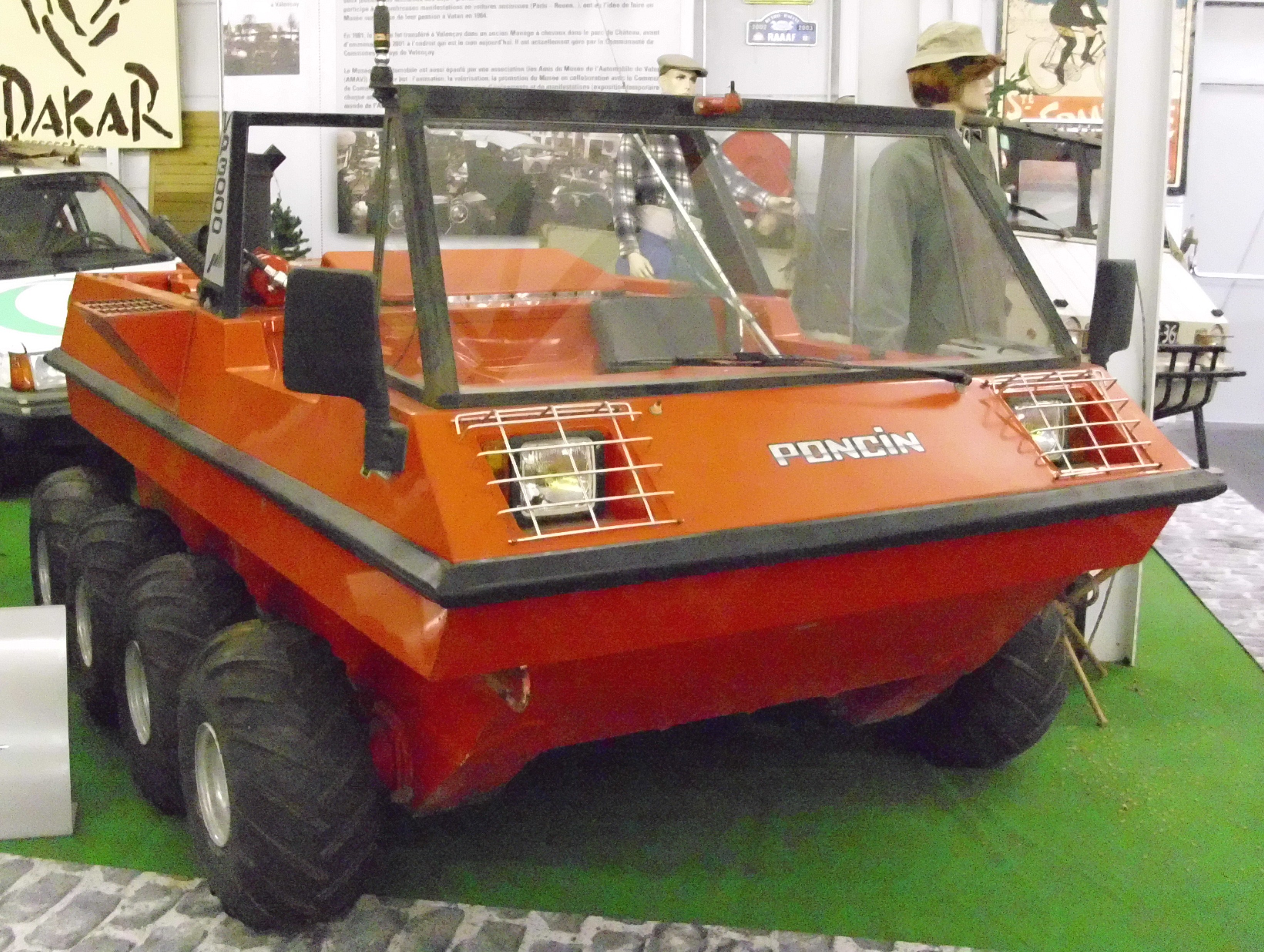
Poncin VP 3000 von 1985